# Landschaftsschutzgebiet Areal bei der Burg Berum

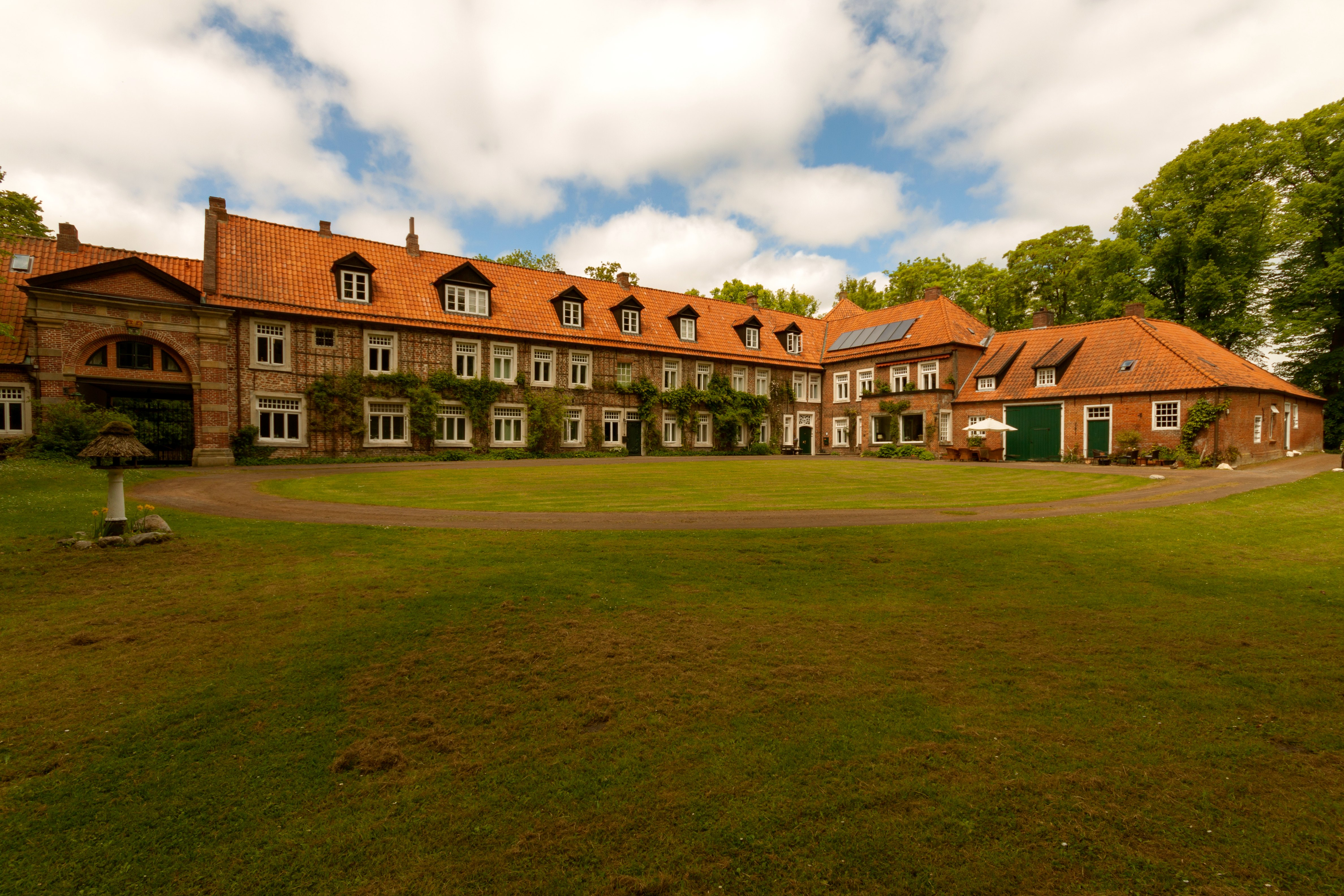
Innenhof der Burg Berum.

Das Landschaftsschutzgebiet Areal bei der Burg Berum ist ein Landschaftsschutzgebiet im Landkreis Aurich des Bundeslandes Niedersachsen. Es trägt die Nummer LSG AUR 00016.

## Beschreibung des Gebiets
Das 1965 ausgewiesene Landschaftsschutzgebiet umfasst eine Fläche von 0,03 Quadratkilometern und liegt südlich der Berumer Allee an der unmittelbaren Ortsgrenze zu Hage. Das Landschaftsschutzgebiet schließt die historische Burganlage mit ihrem breitem, teilweise versumpften Burggraben, den hohen Erdwällen sowie ungenutzte Areale mit alten Großbaumbestand ein.

## Schutzzweck
Genereller Schutzzweck sind der „Erhalt einer historischen Anlage mit heimatkundlicher (Identifikation Ortsgeschichte) und siedlungsästhetischer Wertigkeit, Erhalt und Pflege naturgeprägter Merkmale wie Gehölz-und Kleingewässerstrukturen sowie der an sie angepassten Arten und Lebensgemeinschaften in Siedlungsnähe und der Erhalt der Naherholungsfunktion im Zusammenhang mit den angrenzenden Forstflächen“.